# Akschindlium godefroyanum
Akschindlium godefroyanum là một loài thực vật có hoa trong họ Đậu. Loài này được (Kuntze) H. Ohashi mô tả khoa học đầu tiên năm 2003.